# Wereld Universiteitskampioenschappen schaatsen 2016
De Wereld Universiteitskampioenschappen schaatsen 2016 (3th World University Speed Skating Championships) was een langebaanschaatstoernooi georganiseerd door de International University Sports Federation (FISU). Het toernooi werd van 3 tot en met 6 maart 2016 verreden op de IJsbaan van Baselga di Pinè in Italië.
Het toernooi is een onderdeel van allerlei losse universiteitswedstrijden, die samen de Wereld Universiteitskampioenschappen vormen.

## Podia

### Mannen
| Afstand              | Goud            | Zilver           | Brons           |
| -------------------- | --------------- | ---------------- | --------------- |
| 2x500m               | Mirko Nenzi     | Sung Ching-yang  | Yuto Fujino     |
| 1000m                | Mirko Nenzi     | Yuto Fujino      | Konrád Nagy     |
| 1500m                | Konrád Nagy     | Linus Heidegger  | Adrian Wielgat  |
| 5000m                | Davide Ghiotto  | Ryosuke Tsuchiya | Adrian Wielgat  |
| 10000m               | Davide Ghiotto  | Ryosuke Tsuchiya | Linus Heidegger |
| Massastart           | Riccardo Bugari | Armin Hager      | Marcin Bachanek |
| Teamsprint           | Italië          | Polen            | Rusland         |
| Ploegenachtervolging | Italië          | Polen            | Rusland         |

### Vrouwen
| Afstand              | Goud              | Zilver              | Brons             |
| -------------------- | ----------------- | ------------------- | ----------------- |
| 2x500m               | Li Qishi          | Arisa Tsujimoto     | Nana Takahashi    |
| 1000m                | Li Qishi          | Arisa Tsujimoto     | Olesja Tsjernega  |
| 1500m                | Katarzyna Woźniak | Nana Takahashi      | Olesja Tsjernega  |
| 3000m                | Nana Takahashi    | Urszula Włodarczyk  | Willemijn Cnossen |
| 5000m                | Nana Takahashi    | Magdalena Czyszczoń | Angelika Fudalej  |
| Massastart           | Annemarie Boer    | Olesja Tsjernega    | Jessica Merkens   |
| Teamsprint           | Rusland           | Polen               | Nederland         |
| Ploegenachtervolging | Polen             | Nederland           | Rusland           |